# Giorgio Avola
Giorgio Avola (Modica, 1989. május 8. –) olimpiai, világ- és Európa-bajnok olasz tőrvívó.